# グレムリン (ゲーム)
『グレムリン』（Gremlins）および『グレムリン2』（Gremlins 2）は、アメリカ映画の『グレムリン』（1984年）および『グレムリン2 新・種・誕・生』（1990年）を原作としたゲームソフトである。

## GREMLiNS
1984年にアメリカ合衆国のアタリ社によって開発/販売されたATARI2600用のゲームである。
同じくアタリによって開発された同名のゲームだが上述のアタリ2600用とは全く違う内容になっている。ATARI5200、Apple II、コモドール64、PC用がある。

## GREMLiNS THE ADVENTURE
1985年初リリース。販売元はイギリスのアドベンチャーインターナショナル（Adventure International）。スペインではErbe Software S.A.が販売。対応機種はコモドール64、ZX Spectrum、Amstrad CPC、BBC Micro、Acorn Electron、Commodore Plus/4。

## グレムリン2 ～新・種・誕・生～
1990年公開の『グレムリン2 新・種・誕・生』を題材にしたゲームである。日本のサンソフトより1990年12月14日発売、ファミリーコンピュータ版とゲームボーイ版が存在する。又、ヨーロッパや北米市場でも販売された。海外バージョンの名称は「Gremlins 2: The New Batch」である。

## Gremlins 2
1990年スペインのTopo Softが開発、Erbe Softwareが発売。対応機種はAmstradCPC、MSX、Commodore 64、Sinclair ZX Spectrum、Amiga、PC/AT互換機、ATARI STである。

## Gremlins: Unleashed
2001年ゲームボーイカラー版が発売。開発はプラネット・インタラクティブ（Planet Interactive Development）発売はフランスのゲーム開発・販売会社であるLSP（Light & Shadow Productions）より発売。ヨーロッパ地区のみでの販売であり同じ英語圏であるアメリカでも販売されていない。また、ヨーロッパのゲームらしく、英語、フランス語、スペイン語、イタリア語、ドイツ語、ポルトガル語の言語メニューがある。

## GREMLiNS Stripe VS Gizmo
2002年11月27日、ゲームボーイアドバンス用が発売。フランス・パリにある Magic Pocketsよる開発、北米はカナダのDreamCatcher Interactiveが販売、ヨーロッパ地区はWanadooが販売。よってパッケージは北米版とヨーロッパ版が存在するが中身は同じである。日本未発売。

## GREMLiNS GIZMO
Wii用とニンテンドーDS用がある。